# Genista spartioides
Genista spartioides är en ärtväxtart som beskrevs av Édouard Spach. Genista spartioides ingår i släktet ginster, och familjen ärtväxter.

## Underarter
Arten delas in i följande underarter:
- G. s. pseudoretamoides
- G. s. spartioides